# 브롤할라
브롤할라(영어: Brawlhalla)는 블루 맘모스 게임스(Blue Mammoth Games)에서 만들었고 마이크로소프트 윈도우, 플레이스테이션 4, 엑스박스 원, 닌텐도 스위치, 스팀에서 즐길 수 있는 무료 격투 게임이다. 여러 가지 캐릭터를 골라서 게임할 수 있다. 무료로 다운받아서 할 수 있다. 7월에 재윤 (Jaeyun)이라는 한국인 캐릭터가 추가됐다.

## 평가
| 평론 점수         | 평론 점수 |
| 평론사            | 점수      |
| ----------------- | --------- |
| 닌텐도 라이프     | 70        |
| 푸시 스퀘어       | 70        |
| Metro GameCentral | 80        |
| Multiplayer.it    | 80        |

| 수상                                          | 수상      |
| 평론사                                        | 수상      |
| --------------------------------------------- | --------- |
| Google Play Awards 2020 Best Competitive Game | Nominated |